# Trentepohlia (Paramongoma) niveitarsis
Trentepohlia (Paramongoma) niveitarsis is een tweevleugelige uit de familie steltmuggen (Limoniidae). De soort komt voor in het Neotropisch gebied.